# Pyresthesis
Pyresthesis es un género de arañas cangrejo de la familia Thomisidae. Contiene una sola especie, Pyresthesis laevis. La especie fue descrita por Keyserling en 1877.

## Distribución
Se distribuye por África: Madagascar.